# 勒特滕施泰因湖

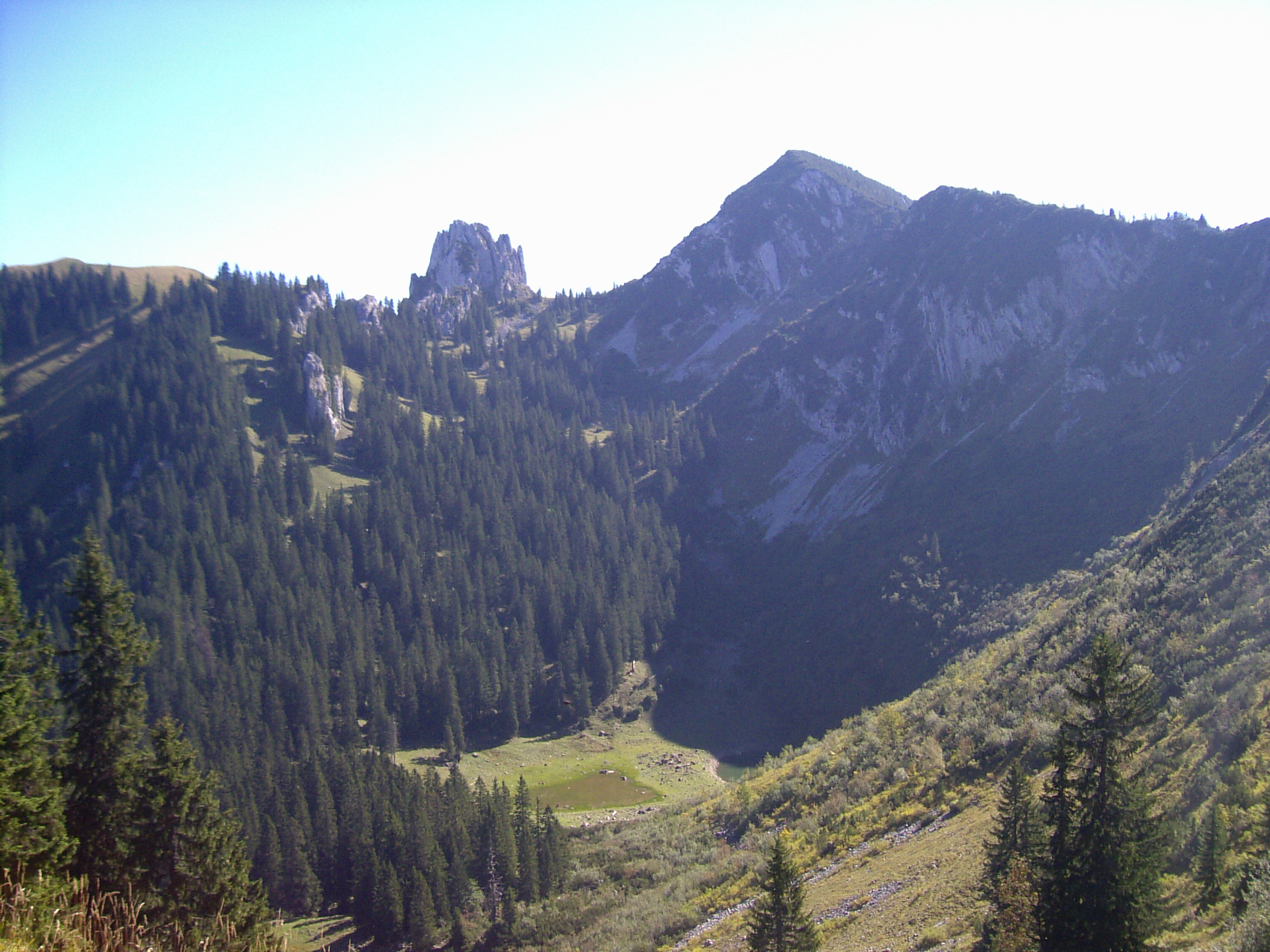

47°38′25″N 11°47′33″E / 47.64014916692°N 11.792489092197°E
勒特滕施泰因湖（德語：Röthensteiner See），是德國的湖泊，位於該國東南部，由巴伐利亞州負責管轄，處於巴伐利亞前阿爾卑斯山脈，長0.15公里、寬0.09公里，面積0.01平方公里，海拔高度1,450米，湖岸線長度0.7公里。